# Molophilus terrayi
Molophilus terrayi là một loài ruồi trong họ Limoniidae. Chúng phân bố ở miền Cổ bắc.